# Stylidiaceae
Famille
Classification APG III (2009)
La famille des Stylidiacées regroupe des plantes dicotylédones. En circonscription classique et dans la classification phylogénétique APG (1998) elle comprend 155 espèces réparties en 5 genres.
Ce sont des plantes herbacées ou des arbrisseaux, pérennes, à rosette, rhizomateux ou tubéreux, des zones marécageuses à arides, des régions tempérées à tropicales. On les rencontre en Asie du Sud-Est, Malaisie, Australie, Nouvelle-Zélande et en Amérique australe.

## Étymologie
Le nom vient du genre type Stylidium, dérivé du grec στύλος / stýlos, « colonne ; pilier », qui fait référence à la structure particulière de l’appareil reproducteur de ses fleurs. En effet, chez ces plantes, la pollinisation est réalisée par l'utilisation de « gachettes » (triggers), qui comprend les organes reproducteurs mâles et femelles fusionnés en une « colonne florale » qui jaillit rapidement en avant en réponse au toucher d'un insecte, couvrant ce dernier de pollen.

## Classification
La classification phylogénétique APG II (2003) offre deux options pour la circonscription de cette famille :
- stricto sensu, en excludant le genre Donatia
- lato sensu, en includant le genre Donatia.

La classification phylogénétique APG III (2009) inclut dans cette famille les genres précédemment placés dans la famille des Donatiaceae et son genre Donatia.
Le Angiosperm Phylogeny Website [17 dec 2006] accepte la famille lato sensu et reconnaît deux sous-familles :
- les Stylidioidées avec les 5 genres  et 155 espèces.
- les Donatioidées, ancienne famille des Donatiacées avec 1 seul genre, Donatia, et deux espèces.

## Liste des genres
Selon Angiosperm Phylogeny Website (12 Jul 2010) et NCBI (12 Jul 2010) :
- genre Donatia (en) (ancienne Donatiaceae)
- genre Forstera (en)
- genre Levenhookia (en)
- genre Oreostylidium (en)
- genre Phyllachne (en)
- genre Stylidium

Selon DELTA Angio (12 Jul 2010) :
- genre Fostera
- genre Levenhookia
- genre Oreostylidium
- genre Phyllachne
- genre Stylidium

## Liste des espèces
Selon NCBI (12 Jul 2010) :
- genre Donatia
  - Donatia fascicularis
  - Donatia novae-zelandiae
  - Donatia sp. Morgan 2142
- genre Forstera
  - Forstera bellidifolia
  - Forstera bidwillii
  - Forstera mackayi
  - Forstera sedifolia
  - Forstera tenella
  - genre Levenhookia
  - Levenhookia leptantha
  - Levenhookia pauciflora
  - genre Oreostylidium
  - Oreostylidium subulatum
- genre Phyllachne
  - Phyllachne clavigera
  - Phyllachne colensoi
  - Phyllachne rubra
  - Phyllachne uliginosa
- genre Stylidium
  - Stylidium adnatum
  - Stylidium bulbiferum
  - Stylidium calcaratum
  - Stylidium emarginatum
  - Stylidium graminifolium
  - Stylidium majus

Auxquels il faut peut-être ajouter:
- Stylidium squamosotuberosum